# Karin Hoisl
Karin Hoisl (* 1976 in München) ist seit 2015 Inhaberin des Lehrstuhls für Organisation und Innovation an der Universität Mannheim und Research Affiliate am Münchner Max-Planck-Institut für Innovation und Wettbewerb. Zudem ist sie Professorin in Teilzeit an der Copenhagen Business School in Dänemark.

## Werdegang
Hoisl machte 2002 ihren Abschluss als Diplom-Kauffrau an der Ludwig-Maximilians-Universität München. Im Anschluss studierte sie, ebenfalls in München, Betriebswirtschaftliche Forschung und erhielt 2004 ihren Abschluss als Master of Business Research.
Mit ihrer Dissertation A Study of Inventors: Incentives, Productivity and Mobility, betreut von Dietmar Harhoff, am Institut für Innovationsforschung, Technologiemanagement und Entrepreneurship an der Ludwig-Maximilians-Universität München bekam sie 2006 den akademischen Grad eines Doktors der Staatswissenschaften/Volkswirtschaft (Dr. oec. publ.) verliehen.
Im Jahr 2013 erwarb sie am selben Institut ihre Venia Legendi. Die Habilitationsschrift trug den Titel Knowledge Acquisition, Learning and Innovation Performance.
Es folgten Forschungsaufenthalte am Georgia Institute of Technology, College of Management in den USA sowie an der Copenhagen Business School in Dänemark.
Seit 2014 arbeitet sie als Professorin im Bereich Economics and Management of Innovative Processes an der Copenhagen Business School.
Seit Ende 2015 ist sie sowohl Research Affiliate am Max-Planck-Institut für Innovation und Wettbewerb als auch Inhaberin des Lehrstuhls für Organisation und Innovation an der Universität Mannheim.

## Preise und Ehrungen
Hoisl erhielt 2006 für ihre Dissertation A Study of Inventors: Incentives, Productivity and Mobility den  LMU Management Alumni Preis, sowie den Hans-Sauer-Preis für herausragende wissenschaftliche Leistungen im Bereich „Forschung über Erfinder“.
Im Jahr 2009 gehörte sie zu den Top 100 Ökonomen im RePEc Ranking und im darauffolgenden Jahr wurde ihr ein Forschungsaufenthalt am Georgia Institute of Technology durch ein Forschungsstipendium der deutschen Forschungsgemeinschaft (DFG) ermöglicht.
2011 gewann sie den DRUID Best Paper Award in Kopenhagen für das Paper Adaptation at Full Speed: Regulatory Changes in Fast Moving Industries, welches später im Strategic Management Journal publiziert wurde.
2012 erhielt sie den Jürgen-Hauschildt-Preis der Kommission Technologie, Innovation und Entrepreneurship des Verbands der Hochschullehrer für Betriebswirtschaft e.V. (VHB)  für die beste wissenschaftliche Publikation zum empirisch fundierten Innovationsmanagement.
2015 erhielt sie eine Fast Track Position (W2) im Rahmen des Minerva Programms der Max-Planck-Gesellschaft. In 2016 wurde ihr der AoM TIM Best Paper Award verliehen, für welchen sie im Jahr 2020 noch einmal nominiert wurde.

## Sonstiges
Sie ist Mitglied bei der Academy of Management, der Strategic Management Society, der German Economic Association for Business Administration, sowie dem Verband der Hochschullehrer für Betriebswirtschaft und ist Gründungsmitglied der European Policy for Intellectual Property Association (EPIP).

## Werke (Auswahl)
- A Study of Inventors: Incentives, Productivity, and Mobility. Deutscher Universitätsverlag, 2007, ISBN 3-8350-0650-9.
- mit Lee N. Davis und Jerome Davis: Leisure time invention. In: Organization Science, 24(5), 2013, S. 1439–1458.
- mit Marc Gruber und Annamaria Conti: R&D Team Diversity and Performance in Hypercompetitive Environments.In: Strategic Management Journal, 38(7), 2017, S. 1455–1477.
- mit Myriam Mariani: It’s a Man’s Job: Income and the Gender Gap in Industrial Research. In: Management Science, 63(3), 2017, S. 766–790.